# 5234 Сєченов
5234 Сєченов (5234 Sechenov) — астероїд головного поясу, відкритий 4 листопада 1989 року.
Тіссеранів параметр щодо Юпітера — 3,050.